# Den stille pige
Den stille pige er en roman af Peter Høeg og er forfatterens første bog siden 1996. Romanen udkom den 19. maj 2006.
| Bog | Spire Denne artikel om bøger og tidsskrifter er en spire som bør udbygges. Du er velkommen til at hjælpe Wikipedia ved at udvide den. |